# Hubert Déquier
 (août 2020).
Hubert Pierre Déquier (nom de plume : H) est un poète et écrivain français, plus connu comme l'auteur du recueil de poèmes La Révolte d'un montagnard paru en 2011, qui a remporté le Prix de la poésie épique au Festival littéraire d'Hermillon en 2011. Depuis 2008, il est membre de l'Académie de Maurienne.